# アルブレヒト・ダニエル・テーア

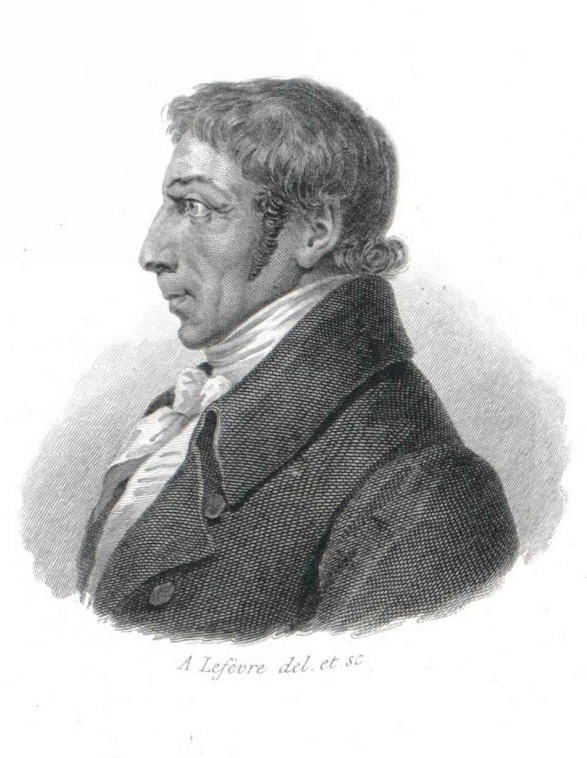
Albrecht Daniel Thaer

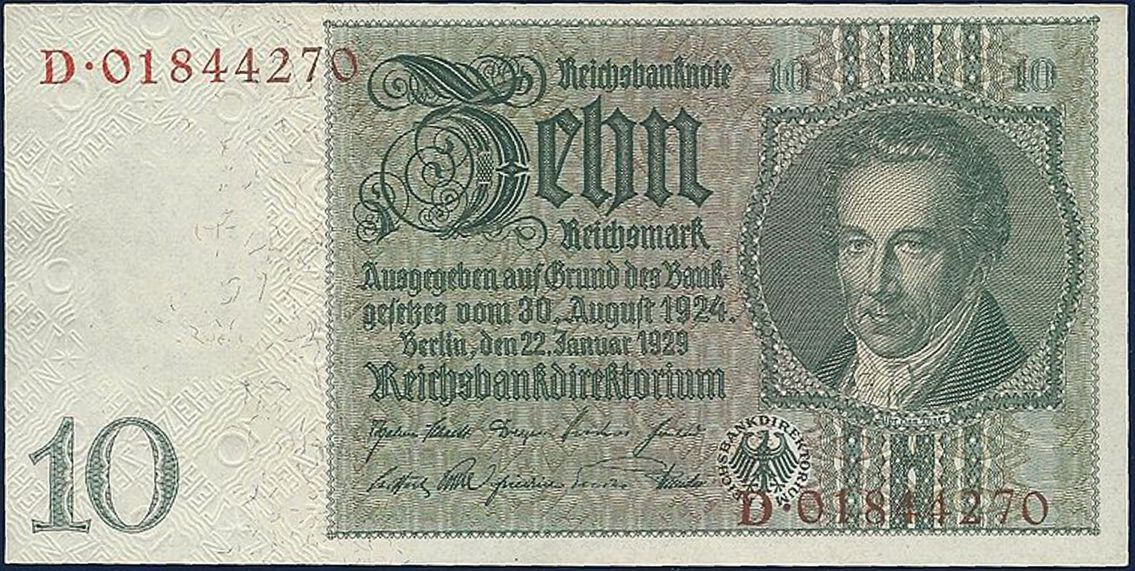
1929年の10ライヒマルク紙幣

アルブレヒト・ダニエル・テーア（Albrecht Daniel Thaer、1752年5月14日 – 1828年10月26日）は、ドイツの農学者である。

## 略歴
ハノーファー近くのセルスに生まれた。父親はザクセン出身の宮廷医で、母親は収税請負人の娘である.。ゲッティンゲン大学で医学を学び、セルスで開業した。1786年に貴族の娘と結婚した。家の庭で、花を栽培するのを楽しみとし、しだいに農業に関心を持った。16エーカーの土地を買い、珍しい植物を育て、美しい遊歩道や、美しい果樹園は人々をひきつけた.。多くの植物の栽培に成功し、さらに広い土地を購入する刺激となった。医者をやめて農業に専念するつもりになっていたが、イギリス王ジョージ3世に医師として招かれる栄誉を得たことで、しばらく医師を続けたが、実験農場を作り農学に分野に移っていった。牧草や、根菜類の栽培法の改良を行い、特に当時は栽培に反対する人々の多かったジャガイモの栽培の擁護者となった。
1798年に執筆した3巻の著作、"Einleitung zur Kenntniß der englischen Landwirthschaft"（イギリスの農業知識の紹介」）はイギリスやドイツで受け入れられ、農学者としての評価が高まった。1802年にセルスに実験農園を開き、農業者の教育施設を作った。現在はテーア公園になっている。転作の導入などによって穀物の収量を増大させた。実験農園を多くの有力者が訪れた。プロイセン王、フリードリヒ・ヴィルヘルム3世はテーアがプロイセンに住むことを望み、アカデミーの設立、王室諮問官への任命、400エーカーの土地の提供などの条件で勧誘した。テーアはそれを受け入れ1804年にセルスからベルリンに移った。Moegelin農学アカデミーを設立した。1819年にプロイセン王立農業アカデミー（Königlich Preußische Akademie des Landbaus）に改組された。1910年にベルリン大学の教授に任じられた。1811年にライプツィヒ農学会（Leipziger Ökonomischen Societät）の名誉会員となった。
息子のアルブレヒト・フィリップ・テーア（Albrecht Philipp Thaer）、孫のアルブレヒト・コンラート・テーア（Albrecht Conrad Thaer）も農学者として知られている。
1929年の10ライヒスマルク紙幣に肖像が描かれ、1977年に東ドイツで記念切手が発行され、2002年にも生誕250年を記念して記念切手が発行された。

## 著作
- Einleitung zur Kenntniß der englischen Landwirthschaft, 3 Bd., 1798–1804, Band 1, Band 2, Band 3
- Grundsätze der rationellen Landwirthschaft. 4 Bde. Realschulbuchhandlung, Berlin 1809–1812.  Bd. 1. 1809,  Bd. 2. 1810, Bd. 3. 1812,  Bd. 4. 1812)
- Leitfaden zur allgemeinen landwirthschaftlichen Gewerbs-Lehre, KLWG, Realschulbuchhandlung, Berlin 1815, Digitalisat
- Geschichte meiner Wirthschaft zu Möglin. Realschulbuchhandlung, Berlin 1815.
- Vermischte landwirthschaftliche Schriften aus den Annalen der niedersächsischen Landwirthschaft, 3 Bände, Band 1, Band 2, Band 3